# Taonatetika Koru
Taonatetika Koru (ur. 29 sierpnia 1986) – kiribatyjski zapaśnik walczący w obu stylach. Odpadł w pierwszej rundzie na igrzyskach Wspólnoty Narodów w 2014. Zdobył dwa srebrne medale na mistrzostwach Oceanii w 2014 roku.